# Křížový vrch (Moravská Třebová)
Křížový vrch (německy Kreuzberg, 427 m n. m.) je vrch v Moravské Třebové, v okrese Svitavy, v Pardubickém kraji. Nachází se na východním okraji města a tvoří jedno z panoramat Moravské Třebové. Na jeho svahu se nachází městský hřbitov s kostelem Nalezení sv. Kříže. Z centra města vede až na vrchol Naučná stezka Od renesance k baroku. Na vrcholu je umístěno pozdně barokní sousoší Kalvárie. Křížový vrch nabízí možnosti pro pěší turistiku přírodou a po památkách, ale také sportovní vyžití díky Fit stezce.

## Geomorfologické zařazení
Křížový vrch patří do Orlické oblasti, celku Podorlická pahorkatina, podcelku Moravskotřebovská pahorkatina, okrsku Trnávecká vrchovina a podokrsku Linhartická vrchovina.

## Památky
Na Křížovém vrchu se nachází množství památek, nejvíce z období baroka.
- Kostel Nalezení svatého Kříže
- Kalvárie
- Kapličky Křížové cesty
- Kryté renesanční schodiště, "Schody mrtvých"
- Sousoší Kristus na Olivetské hoře
- malebný hřbitov
- lapidárium
- Socha Plačící Anny